# Speziallager

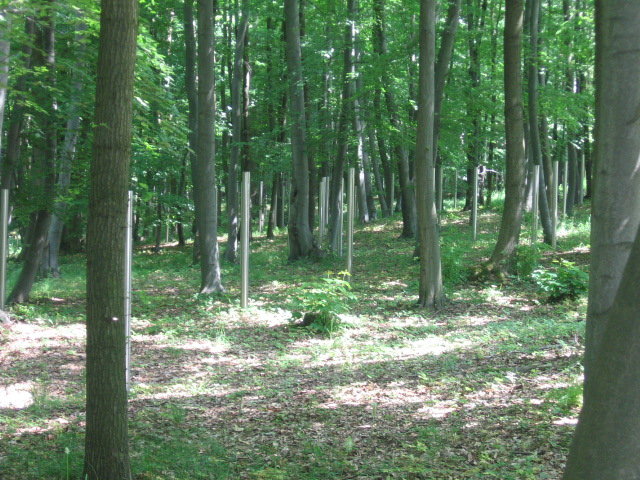
1 100 stèles métalliques marquent les charniers des quelque 7000 morts enterrés entre 1945 et 1950 dans le camp spécial de Buchenwald dans une forêt qui a poussé après 1950 (photo de 2007).

Les camps spéciaux, en allemand : Speziallager, étaient des camps mis en place en 1945 par l'administration militaire soviétique en Allemagne (SMAD) dans la zone d'occupation soviétique après la fin de la Seconde Guerre mondiale. Ces camps subsistèrent jusqu'en 1950 en République démocratique allemande.
En langue administrative russe, ils étaient abrégés en Spezlag au singulier et Spezlagerïa au pluriel. Comme les prisonniers de ces camps vivaient coupés du monde extérieur, ils étaient aussi surnommés camps du silence (allemand : Schweigelager). Dans les annonces en allemand, les autorités des camps utilisaient le mot Anhaltelager (camp de détention).
Les camps spéciaux furent mis en place par l'ordre du NKVD no 00315 du 18 avril 1945 dans le but de « nettoyer l'arrière des troupes combattantes de l'Armée rouge des éléments ennemis ». Les forces d'occupation soviétiques y internèrent un nombre important de personnes considérées comme dangereuses, beaucoup plus que les forces d'occupation occidentales dans leurs propres camps d'internement. Elles ont également maintenu ces camps plus longtemps qu'à l'ouest, principalement afin de réprimer les opposants politiques en zone soviétique.

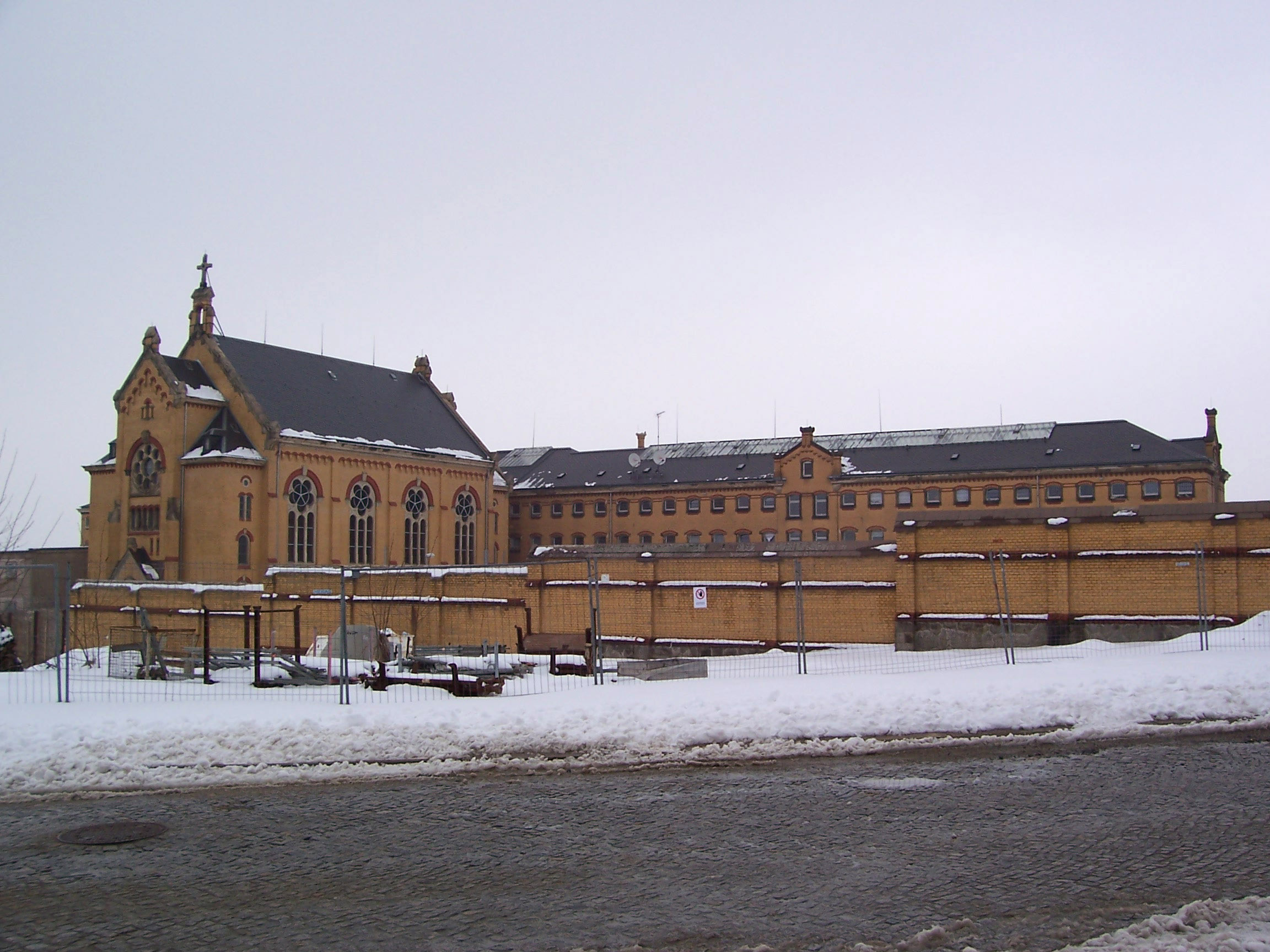
Le camp spécial No 4 se trouvait à Bautzen (vue du sud-est ; à gauche l'église, à droite l'aile est, photo de 2007).

Il y avait au total dix camps spéciaux dans la zone d'occupation soviétique : Mühlberg, Speziallager Nr. 2 Buchenwald, Berlin-Hohenschönhausen, Bautzen, Ketschendorf, Jamlitz (anciennement à Francfort-sur-l'Oder), Sachsenhausen (Oranienburg) sur le site de l'ancien camp de concentration d'Oranienbourg-Sachsenhausen, Weesow (Werneuchen), Torgau et Fünfeichen (Neubrandenbourg).
Dans les anciens territoires de l'Est de l'Allemagne se trouvaient aussi un certain nombre de camps spéciaux où les prisonniers étaient transférés à grande échelle. Des centres de détention pour les condamnés du Tribunal militaire soviétique (en allemand : Sowjetisches Militärtribunal, abrégé en SMT) furent créés sur site à Bautzen, Sachsenhausen et Torgau, cependant les détenus des camps spéciaux constituaient l'essentiel des prisonniers.
En outre, il existait plusieurs prisons du NKVD telles que Nr.5 Strelitz et Nr.6 Berlin-Lichtenberg. Les camps spéciaux de Buchenwald, Sachsenhausen et Jamlitz furent installés dans les anciens camps de concentration de Buchenwald, Sachsenhausen et Lieberose, des sites que les forces d'occupation soviétiques avaient continué à utiliser à partir d'août 1945.

## Modèle soviétique
Tous les camps spéciaux étaient subordonnés au Commissariat du peuple aux affaires intérieures (NKVD, à partir de 1946 MVD), qui avait son propre service « camp spécial ». Le 4 juillet 1945, le chef du NKVD, Lavrenti Beria, nomma Ivan Serov « plénipotentiaire du NKVD pour le groupe des troupes d'occupation soviétiques en Allemagne ». C'était le supérieur direct du chef du département des camps spéciaux du NKVD, Mikhail Sviridov. L'administration centrale des dix camps spéciaux soviétiques était située au Speziallager Nr.3 Berlin-Hohenschönhausen.
Avec l'arrêté 00559 du 9 août 1948, le terme camp spécial ne fut officiellement plus employé par les Soviétiques. Cependant, comme il y restait 14 000 détenus dans trois de ces camps jusqu'en 1950, le terme resta utilisé. Certaines zones et des bâtiments des camps spéciaux furent ensuite affectés au système pénal ou comme centre de détention provisoire ; à partir de 1948, ils relevèrent de l'Administration centrale des camps (goulag) du ministère de l'Intérieur soviétique.

## Emprisonnement et interrogatoires
Dès le début, les nouvelles autorités allemandes mises en place par l'occupant accompagnent la politique soviétique d'arrestations d'opposants. Au départ, les bureaux d'information des administrations de l'État étaient utilisées, puis à partir de 1947, cette tâche fut confiée au 5e Commissariat de la police populaire, créé pour l'occasion par la SMAD. De nombreux anciens membres de l'appareil clandestin du Parti communiste d'Allemagne collaborèrent avec le NKVD à partir de 1950, rejoignant le nouveau ministère de la Sécurité d'État. Le futur ministre de la Sécurité d'État Erich Mielke était l'un d'entre eux. L'accusation d'« activité fasciste » était un prétexte de moins en moins utilisé, les internements servant de plus en plus à réprimer toute opposition politique - ou ce qui pouvait être considéré comme telle.
Après l'arrestation, les Soviétiques procédaient à des interrogatoires réguliers au NKVD local pendant des jours voire des semaines, souvent accompagnés de tortures. Les procès-verbaux d'interrogatoire donnés à signer étaient souvent rédigés uniquement en russe et contenaient parfois des aveux que les détenus n'avaient pas faits ou qui étaient déformés. Dans la grande majorité des cas, les accusations n'étaient pas suffisantes pour des poursuites judiciaires, cependant la personne n'était alors pas renvoyée chez elle, mais internée dans l'un des camps spéciaux. Dans le cas contraire, des poursuites avaient lieu devant le tribunal militaire soviétique (SMT).
On dénombre plus de 100 000 détenus de camps spéciaux internés jusqu'en 1948-1950. Du point de vue des Soviétiques, l'accusation initiale était toujours le motif de l'emprisonnement. Quand un officier en uniforme soviétique demandait à un détenu « Pourquoi êtes-vous ici », celui-ci devait répondre « Suspecté de... ».

## Procédure devant le tribunal militaire soviétique
La procédure était fondée sur une conception stalinienne de la loi, selon laquelle il n'importait pas de déterminer la culpabilité individuelle, mais plutôt de retirer de la vie publique les opposants présumés au système soviétique. La loi soviétique était donc appliquée rétrospectivement, en utilisant l'article 58 du Code pénal de la République socialiste fédérative soviétique de Russie. Le terme général « Activités contre-révolutionnaires » recouvrait presque tout ce qui pouvait « affaiblir le pouvoir des conseils ouvriers et paysans » ou pouvait être dirigé contre les « réalisations économiques, politiques et nationales fondamentales de la révolution prolétarienne ». Dans la procédure accélérée habituelle qui durait de 15 à 20 minutes, 25 ans de travaux forcés étaient une peine courante. Ni l'avocat de la défense ni les témoins à décharge n'étaient admis et il n'y avait pas de possibilité d'appel. La culpabilité n'avait pas à être prouvée, « l'accusation » était suffisante pour être déporté vers l'URSS, fusillé immédiatement ou interné dans un des établissements pénitentiaires soviétique sur le sol allemand. Ces derniers se trouvaient sur les sites des camps spéciaux de Bautzen, Sachsenhausen et Torgau jusqu'en 1948 ou 1950. De 1947 à janvier 1950, la peine de mort était abolie en URSS, de sorte que les condamnations à mort prononcées lors ces années furent commuées en emprisonnement à perpétuité ou en 25 ans d'emprisonnement dans la zone soviétique. De 1945 à 1947, un total de 1 797 condamnations à mort furent prononcées et appliquées, de 1950 à 1953, il y en eut 606.
L'absence de fondement constitutionnel des jugements du Tribunal militaire soviétique apparaît lors des réhabilitations prononcées par la fédération de Russie en vertu de la loi du 18 octobre 1991 : 9 976 des 10 509 demandes de réhabilitation de citoyens allemands furent traitées, dont 9 487 positivement (95,1 %) et 489 négativement (4,9 %). Les personnes reconnues coupables d'espionnage présumé constituaient le groupe le plus important avec 5 901 victimes. Le taux de réhabilitation était alors de 99,3 %.
Cependant, les détenus des camps spéciaux ne purent être réhabilités en vertu de cette loi car il n'y avait pas eu de condamnation préalable à leur emprisonnement.
Dans les camps spéciaux se trouvaient aussi des citoyens soviétiques : il s'agissait de soldats faits prisonniers par les Allemands, et qui étaient déportés conformément à l'ordonnance no 270 de Staline du 16 août 1941, car considérés comme traîtres à la patrie : pour ceux-là les camps spéciaux n'étaient qu'une étape vers le Goulag. De nombreux travailleurs embauchés à l'Est par les Allemands subirent le même sort, étant aussi souvent considérés comme des traîtres à la patrie. En 1947, il ne restait que 695 citoyens soviétiques dans les camps.

## Répartition

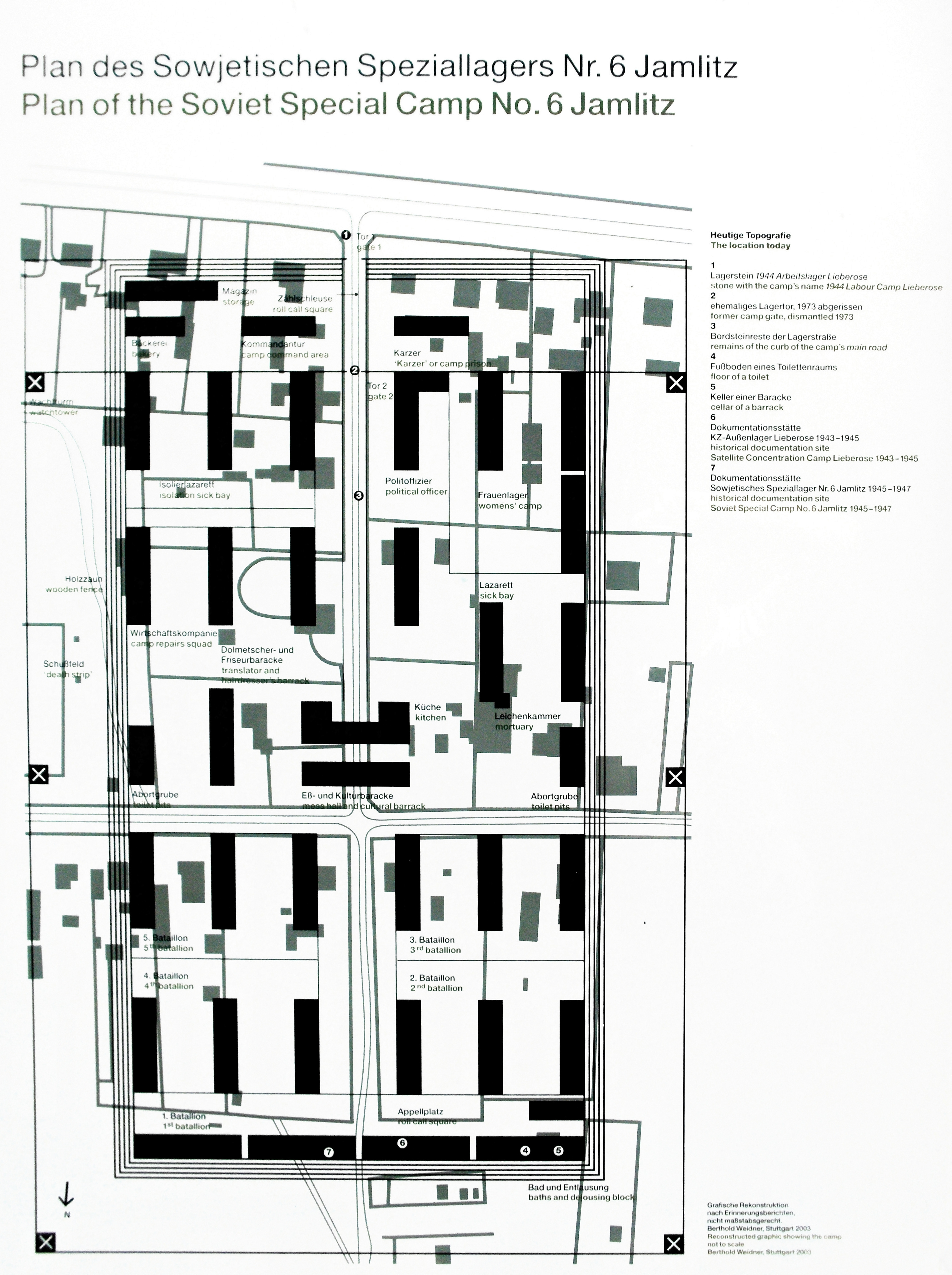
Plan du Speziallager Nr. 6 Jamlitz.

On dénombra jusqu'à 10 camps spéciaux dans la zone d'occupation soviétique :
- Speziallager Nr. 1 Mühlberg (de), près de Mühlberg, Brandebourg ;
- Speziallager Nr. 2 Buchenwald ;
- Speziallager Nr. 3 Hohenschönhausen
- Speziallager Nr. 4 Bautzen (Justizvollzugsanstalt Bautzen (de)) ;
- Speziallager Nr. 5 Ketschendorf : Camp d'internement de Ketschendorf ;
- Speziallager Nr. 6 Jamlitz (Speziallager Jamlitz (de)) ;
- Speziallager Nr. 7 Weesow, près de Werneuchen (de mai à août 1945) ;
- Speziallager Nr. 7 Sachsenhausen / Oranienburg (Speziallager Sachsenhausen (de) d'août 1945 à mars 1950), situé en partie à l'emplacement du Camp de concentration d'Oranienbourg-Sachsenhausen ;
- Speziallager Nr. 8 und Nr. 10 Torgau (de) ;
- Speziallager Nr. 9 Fünfeichen (de) ;
- Speziallager Nr. 8 und Nr. 10 Torgau (de) ;

ainsi que des camps spéciaux dans les anciens territoires de l'est du Reich :
- Speziallager Nr. 6 Frankfurt/Oder (mai 1945 à août 1945), Francfort-sur-l'Oder, sur la rive est de l'Oder ; après sa fermeture, les prisonniers sont transférés à Jamlitz. Il reste la prison n°7 du NKVD et un camp de prisonniers de guerre.
- Speziallager Graudenz (novembre 1945 à février 1946), Grudziądz ;
- Speziallager Nr. 4 Landsberg (actuelle Gorzów Wielkopolski, mai 1945 à janvier 1946) ;
- Speziallager Oppeln (juin à novembre 1945), Opole ;
- Speziallager Nr. 2 Posen (avril à décembre 1945), Poznań ;
- Speziallager Schneidemühl (jusqu'à août 1945), Piła;
- Speziallager Schwiebus (ferme en septembre 1945), Świebodzin ;
- Speziallager Tost (mai à novembre 1945), Toszek.

## Détenus
Beaucoup des détenus étaient des membres du parti nazi, ou des petits fonctionnaires (des Blockleiter et des Zellenleiter) du parti ou d'autres organisations nazies. La propagande nazie de la fin de la guerre qui avait incité les jeunes Allemands à rejoindre la Werwolf a conduit dans les camps soviétiques des milliers de jeunes âgés de 12 à 18 ans. Benno Prieß, l'un de ces jeunes, fut interné dans les camps spéciaux du NKVD, bien que totalement innocent, et a documenté les arrestations massives de cette époque dans deux livres. Les actes d'arbitraire étaient monnaie courante : d'innombrables personnes furent arrêtées dans la rue uniquement pour remplir les quotas du « plan » stalinien d'arrestations. On vit même un employé de tramway, S-Bahn-Führer, être emprisonné comme SS Bannführer présumé. Les enfants nés dans les camps étaient généralement hébergés dans des zones séparées avec leurs mères. Certaines des femmes furent emprisonnées alors qu'elles étaient déjà enceintes, ou tombèrent enceintes dans le camp.
La plus grande partie des internés étaient des hommes entre 40 et 60 ans, et environ cinq pour cent des prisonniers étaient des femmes. Outre les membres du parti nazi et les Werwolf, on trouvait aussi des sociaux-démocrates, des libéraux et des conservateurs, des nobles, des entrepreneurs, des paysans et des grands agriculteurs qui possédaient plus de 100 hectares de terres et s'opposaient à leur expropriation sans compensation, des éditeurs, des écrivains opposés aux soviétiques. La justification « autres éléments suspects » permit un élargissement quasi arbitraire des détentions. Tous se retrouvaient internés sur une simple accusation ou suspicion, sans vérification légale de leur culpabilité. Le général de division Boris Schawer, président du Tribunal militaire soviétique entre 1947 et 1949, déclara dans un courrier du 24 juin 1947 : « L'arrestation des personnes qui sont transférées dans les camps spéciaux en vertu de l'ordonnance NKVD no 00315 est effectuée dans le cadre d'une procédure spéciale contre elles, aucune accusation n'est portée, et il n'y a pas de documents d'enquête comme le prévoit le Code de procédure pénale. ». Des enquêtes ultérieures sur la culpabilité n'ont été menées que dans quelques cas.
En 1946, les camps spéciaux atteignirent leur taux d'occupation le plus élevé avec plus de 80 000 détenus. Environ 40 000 d'entre eux étaient de soi-disant militants nazis. De l'aveu même des Soviétiques, il pesait sur 35 000 d'entre eux des charges si minimes qu'ils pouvaient en fait être renvoyés chez eux, comme l'écrivirent le maréchal Sokolovsky et le colonel-général Serov dans une courrier à Staline et Beria du 4 décembre 1946 ; dans les zones occidentales, ils n'auraient pas été détenus, même brièvement : « Pendant le temps où ils étaient dans les camps, nos services n'ont pu obtenir aucune mise en cause supplémentaire de ces personnes arrêtées. Dans le même temps, les tribunaux militaires n'ont pas pu mener de poursuites pénales contre ces personnes parce qu'il n'existe aucun élément qui prouverait quoi que ce soit de leur activité hostile à l'Union soviétique, car elles ne se trouvaient pas sur le territoire de l'Union soviétique pendant la guerre, mais étaient membres du camp fasciste. Nous supposons qu'il n'est pas nécessaire de garder cette catégorie de détenus dans les camps et de les nourrir inutilement. Leur libération ne nous semble pas dangereuse. » Les camps n'étaient donc pas des camps pour criminels de guerre, plus de 80 % des détenus n'étaient arrêtés que parce qu'en lien avec le système nazi, ou des événements de la guerre ou les conséquences de la guerre.
Avec la restructuration de 1946, il n'y eut pratiquement plus d'arrestations sur la base de l'ordonnance no 00315, et à Bautzen, Sachsenhausen et Torgau, on n'eut que des condamnés du tribunal militaire emprisonnés dans les bâtiments qui leur étaient réservés, strictement isolés des autres détenus. Entre l'automne 1946 et avril 1947, les camps de Torgau Nr. 8, Hohenschönhausen, Jamlitz et Ketschendorf furent fermés. À cette période, le nombre de morts dans les camps atteignit son apogée : en raison de la réduction des rations alimentaires déjà faibles à l'automne 1946, 14 450 prisonniers moururent de faim, de maladie ou de froid entre novembre 1946 et juin 1947, selon les documents remis au gouvernement fédéral par les autorités russes après 1990.
Outre les détenus des camps, généralement désignés en interne comme contingent spez, quelques milliers de prisonniers de guerre y restèrent jusqu'à 1946-1947, avant d'être transférés en Union soviétique pour le travail forcé au Goulag.
Selon le Service des camps spéciaux à Berlin, il y avait 122 671 Allemands, et selon les estimations des historiens occidentaux 160 000 à environ 180 000, ainsi que 34 076 citoyens de l'URSS et 460 citoyens d'autres pays. Au début des années 1990, les autorités russes délivraient sur demande des certificats de réhabilitation pour les détenus des camps spéciaux. Cette pratique a été abandonnée en 1995 et les demandes de réhabilitation furent ensuite rejetées au motif qu'il n'y a pas eu de condamnation et que la loi russe sur la réhabilitation ne s'applique donc pas à ce groupe de personnes.

## Fin des camps et libérations

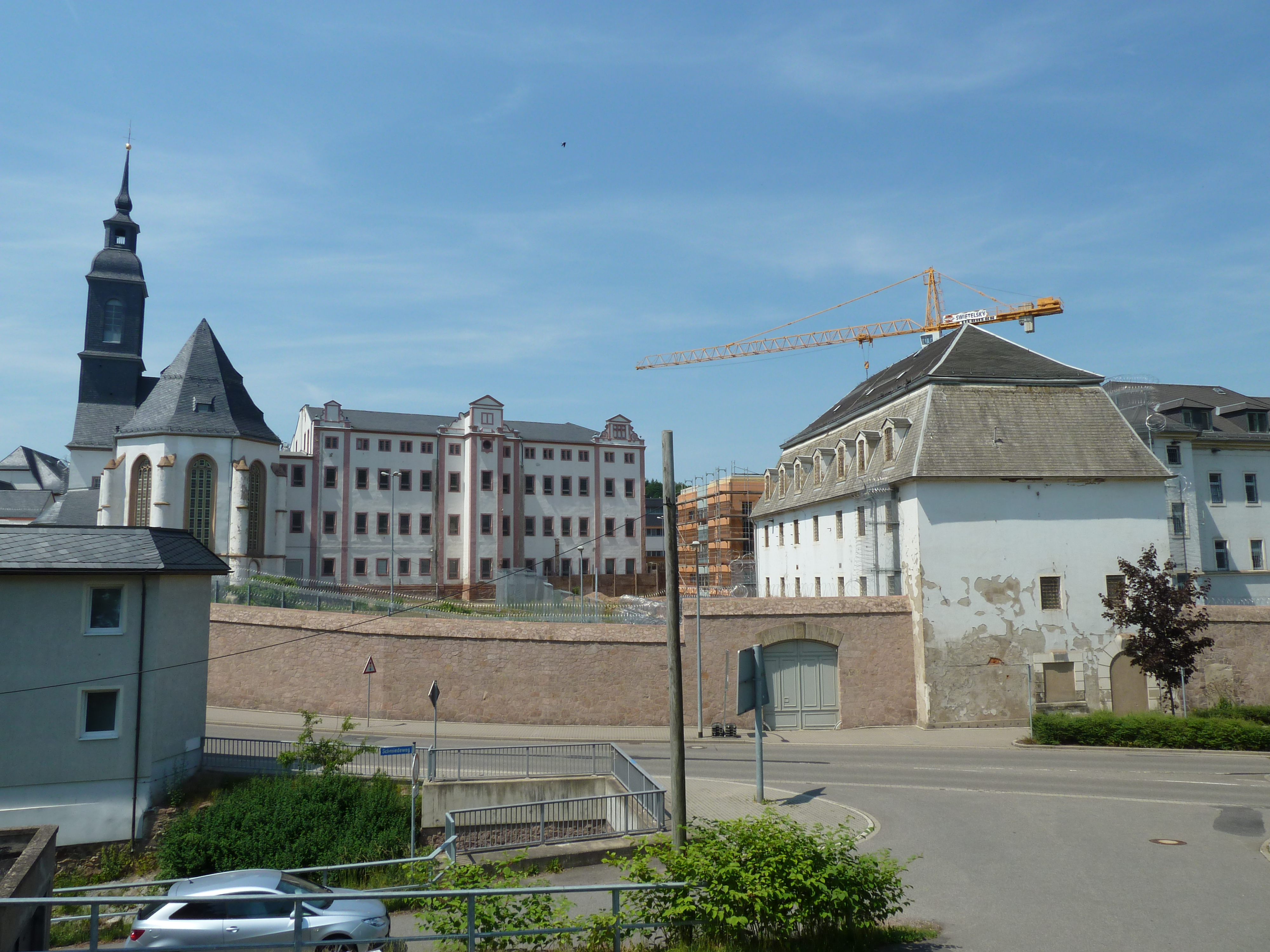
La prison de Waldheim fut le lieu où se déroulèrent les procès de Waldheim en 1950.

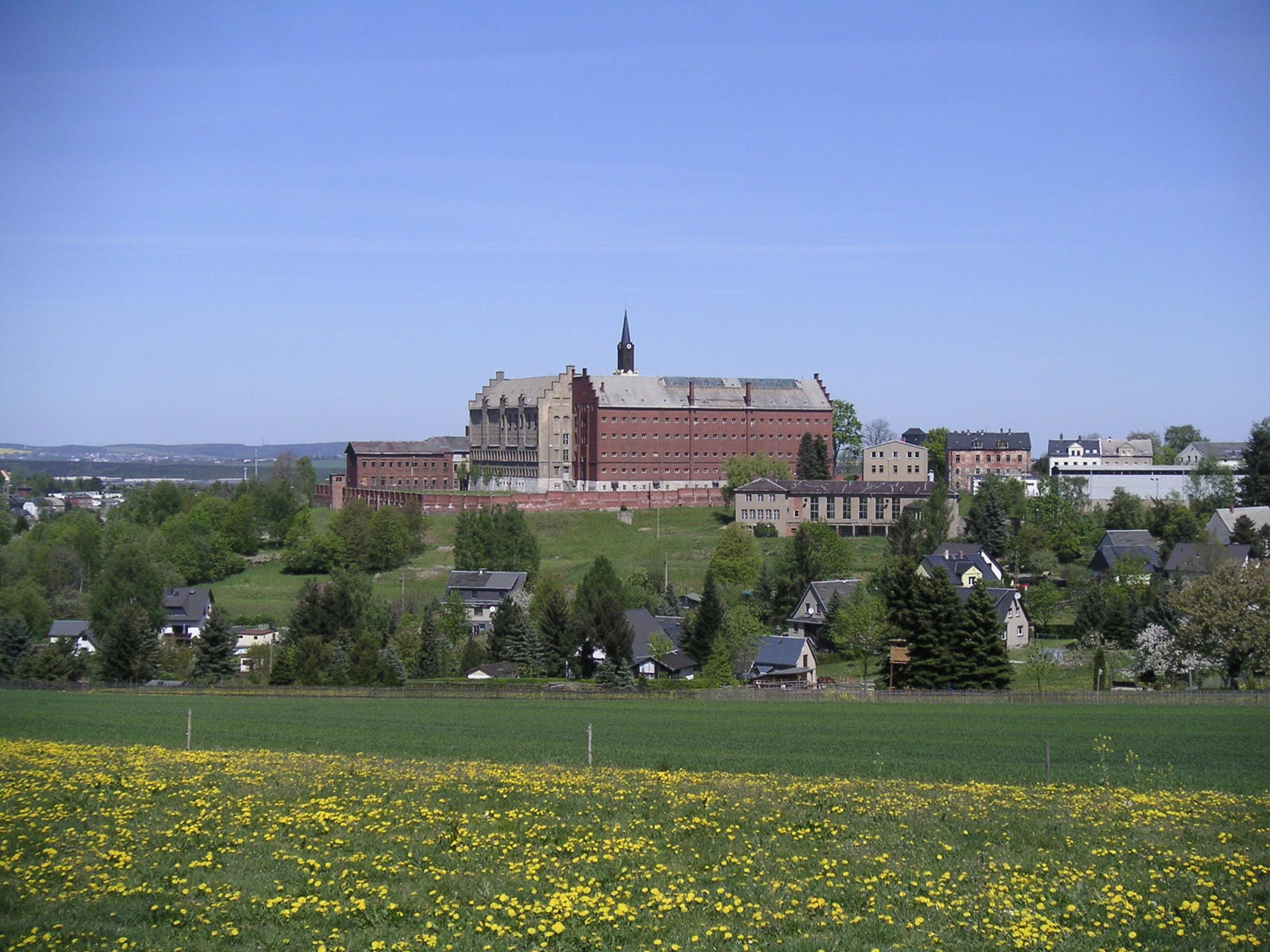
Dans la, plus d'un millier de femmes furent emprisonnées en 1950.

Avec la fin effective de la dénazification annoncée par le maréchal Sokolovski le 27 février 1948, le Politburo de Moscou ordonna la libération de 27 749 prisonniers sans condamnation. Les personnes libérées devaient garder le silence sur leur vie dans les camps. À l'exception de Bautzen, Sachsenhausen et Buchenwald, tous les camps furent fermés. Restèrent internés 13 539 détenus des camps spéciaux et 16 093 condamnés du Tribunal militaire.
Les trois derniers camps furent dissous en 1950, en partie à la suite de protestations de l'Occident contre le traitement des détenus qui violait les droits de l'homme et allait à l'encontre du droit international. Entre-temps, dans les zones occidentales et dans les pays occidentaux, le public avait eu connaissance des conditions de vie dans les camps spéciaux et des pressions s'exercèrent sur l'occupant soviétique et les dirigeants de RDA. La RDA nouvellement fondée souhaitait alors améliorer sa réputation : la dissolution des camps fut présentée comme un acte magnanime de l'Union soviétique et les conditions de vie furent passées sous silence par la propagande. En 1993, l'historien Bodo Ritscher (de) décrivit la diffamation injustifiée de la majorité des détenus des camps spéciaux par les organes de presse de la RDA - et en partie encore par certaines publications de l'époque contemporaine -, décrits comme des criminels nazis et des criminels de guerre présumés, et il constata qu'après 1945, un très grand nombre de personnes furent internées alors qu'elles ne pouvaient être accusées d'aucun crime.
Cependant, de nombreux prisonniers ne furent pas libérés lors de la dissolution des camps, mais déportés en Union soviétique ou transférés dans des prisons de la RDA. Quelques milliers de prisonniers furent jugés lors des procès de Waldheim les 9 et 13 février 1950, et 3 424 furent condamnés à mort ou à de longues peines de prison. Parmi eux se trouvait un garçon de 14 ans arrêté en 1945 et qui, après cinq ans dans des camps spéciaux, fut condamné à 20 ans de prison sur des allégations non fondées.
La fermeture des camps spéciaux fut annoncée dans l'organe officiel du SED, le Neues Deutschland, et d'autres journaux de RDA, mais il n'y eut ensuite aucune mention officielle du sujet, et les proches des morts ne furent pas informés. Les fosses communes à la périphérie et à proximité des camps n'ont été que partiellement mises à jour, examinées, localisées puis aménagées comme lieux de sépulture après la disparition de la RDA en 1989.

## Remise des archives
Le 16 janvier 2007, le président de la Croix-Rouge allemande, Rudolf Seiters, remit au Musée du Mur à Berlin des listes émanant des autorités russes, contenant les noms de 43 035 personnes mortes dans des camps spéciaux. Selon ces listes russes, environ un tiers des personnes arrêtées sont mortes, principalement de faim et de maladies telles que la dénutrition, la dysenterie, la tuberculose et le typhus. 45 261 furent libérées, les autres furent soit déportées en l'Union soviétique (Goulag, 12 770), reclassés comme prisonniers de guerre (6 680) ou remis aux autorités communistes de la zone soviétique ou de la RDA (14 202), seul un petit nombre a réussi à s'échapper, 756 détenus de camps spéciaux ont été exécutés. Selon von Flocken et Finn, ces chiffres soviétiques sont en deçà de la réalité : environ 65 000 personnes seraient mortes. En plus de la faim chronique et des maladies, l'interdiction de presque toute activité et l'isolement épuisèrent les prisonniers.

## Autres lieux de détention similaires
- la Prison de la Leistikowstraße (en), gérée par le SMERSH.
- la Prison de Hoheneck (de), prison pour femmes, destinée aux opposantes politiques en RDA.
- les Camps de filtration du NKVD (en).